# Green Adams
Green Adams (* 20. August 1812 in Barbourville, Kentucky; † 18. Januar 1884 in Philadelphia, Pennsylvania) war ein US-amerikanischer Politiker der Whig Party, der zweimal den Bundesstaat Kentucky im US-Repräsentantenhaus vertrat.

## Leben
Green Adams war der Onkel des Kongressabgeordneten George Madison Adams (1837–1920). Nach dem Schulbesuch und vorbereitenden Studien absolvierte er ein Studium der Rechtswissenschaften und war nach seiner anwaltlichen Zulassung als Rechtsanwalt tätig. Er besaß Sklaven. Daneben begann er eine politische Laufbahn und wurde zunächst 1839 Abgeordneter im Repräsentantenhaus von Kentucky sowie 1844 als Vertreter der Whig Party Wahlmann bei der US-Präsidentschaftswahl. 1847 wurde er als Kandidat der Whigs erstmals in das US-Repräsentantenhaus gewählt und vertrat in diesem vom 4. März 1847 bis zum 4. März 1849 den sechsten Kongresswahlbezirk von Kentucky.
Nachdem er 1848 nicht für eine Wiederwahl kandidiert hatte, war er zunächst wieder als Rechtsanwalt tätig, ehe er von 1851 bis 1856 Richter am Bezirksgericht von Kentucky war. Nach einer anschließenden erneuten Tätigkeit als Rechtsanwalt war er als Kandidat der Opposition Party vom 4. März 1859 bis zum 3. März 1861 wieder Mitglied des US-Repräsentantenhauses und vertrat erneut den sechsten Wahlbezirk Kentuckys.
Adams verzichtete auf eine weitere Kandidatur und wurde stattdessen am 17. April 1861 sechster Auditor des US-Finanzministeriums und bekleidete diese Position bis zum 26. Oktober 1864. Im Anschluss ließ er sich als Anwalt in Philadelphia nieder, wo er 20 Jahre später starb.